# Anthonie Pieter Smits
Anthonie Pieter Smits (Haarlem, 28 januari 1881 – Aerdenhout, 27 februari 1957) was een Nederlands architect.
Hij was zoon van boekbinder Johannes Smits en Francina Reijerse wonende aan de Gedempte Voldergracht 18. Hijzelf was sinds 1903 (hij was toen bouwkundig tekenaar) getrouwd met Matthea Cornelia Johanna Fels, dochter van steenfabrikant Mathheus Cornelis Fels en Geertrui Jacobs, ouders van toekomstig collega Hendrik Fels. Hij werd na een lang ziekbed begraven op de Algemene Begraafplaats van Heemstede.
Al op dertienjarige leeftijd was hij te vinden in het atelier voor de Kerkelijke Kunst in Haarlem. In die tijd leerde hij ook aan de School voor bouwkunde, versierende kunsten en kunstambachten. Hij kreeg er les van Karel de Bazel en Johan Wilhelm Hanrath. Vanaf 1897 was hij te vinden in Amsterdam alwaar hij onder leiding van bouwkundig tekenaar, maar meer natuurliefhebber) Jan P. Strijbos bij de firma Wisselingh & Co. Smits bleef zich bijscholen met Vahanacursussen van Mathieu Lauweriks en Karel de Bazel. Vanaf 1900 was hij werkzaam in Den Haag en wel aan het bureau van Johan Mutters, maar bleef lessen volgen, dit maal bij Willem van Boven. Bij genoemd bedrijf maakte hij kennis met Hendrik Fels met wie hij tussen 1902 en 1920 een architectenbureau voerde. Er volgden opdrachten voor huizen te Warmond en Scheveningen, die een uiterlijk kregen van Engelse landhuizen. Na de samenwerking met Fels, richtte hij samen met Cornelis van de Linde in 1927 een nieuw bureau op, dat tot circa 1938 bleef bestaan. Het bureau verdiepte zich in eerste instantie voornamelijk in onvoltooid werk van Karel de Bazel, maar ontwierp ook gebouwen in Batavia en landhuizen in Het Gooi. Na 1938 was Smits’ vast collega J. Lourijssen, die in de jaren vijftig door de ziekte van Smits de rollen omgekeerd zag, zo werd hij in 1953 compagnon. Zij leverden werk in de wederopbouw van Rhenen en Middelburg.
Smits ontwierp niet in de historiserende stijlen die tijdens het begin van zijn architectenloopbaan de ronde deden; hij keek meer naar de landhuisstijl in Engeland. Ook invloeden van Hendrik Petrus Berlage zijn zichtbaar. De Bazel bleef ook van grote invloed met bijvoorbeeld Huis De Maerle. Zijn scheppingen zijn nog steeds herkenbaar aan de horizontale opzet met uitzondering van de hoge en dikke schoorsteen, metselverbanden met baksteen en veelal glas-in-lood-ramen.     
Smits en Fels waren ook geïnteresseerd in binnenhuisarchitectuur, zo waren ze lid van ’t Binnenhuis en verrichten werkzaamheden voor de Vereniging voor Ambachts- en Nijverheidskunst (VANK) Ook het sociale aspect kreeg hun aandacht via medewerking aan projecten van de meubelfabriek Labor Omnia Vincit. Smits was daarnaast nog geïnteresseerd in tuinarchitectuur. Hij en ook Fels pasten dat in ineen soort totaalconcept bij woningen; binnen, buiten en omgeving moesten op elkaar aansluiten.
Smits ontwierp rond 1917 zijn eigen woning "Landhuis De Kroft" aan de Burgemeester den Texlaan 15 te Aerdenhout (het gebouw heeft meerdere adressen gekend), sinds 18 mei 1999 een rijksmonument. Volgens een In Memoriam in de Nieuwe Haarlemsche Courant van 5 maart 1957 was hij lid van de architectenraad en andere instellingen vallende onder BNS en zat hij in diverse schoonheidcommissies in Zuid-Kennemerland.